# Tsatsiki: przyjaźń na wieki
Tsatsiki: przyjaźń na wieki (szw. Tsatsiki - Vänner för alltid) – szwedzki film familijny z 2001 roku w reżyserii Eddiego Thomasa Petersena.

## Obsada
- Samuel Haus jako Tsatsiki
- Sara Sommerfeld jako Tina
- Krister Henriksson jako Morfar
- Eric Ericson jako Göran
- Joakim Nätterqvist jako Niklas
- Sam Kessel jako Per Hammar
- Isa Engström jako Maria
- Minken Fosheim jako panna
- Maria Hazzel jako Sara
- Simona Eriksson jako Elena
- George Nakas jako tata
- Kasper Lindström jako Wille
- Thomas Hedengran jako Badvakt
- Ida Holmberg jako Retzina

## Produkcja
Zdjęcia kręcono w Sztokholmie.